# Johann Wilhelm Jelpke
Johann Wilhelm Jelpke (* 1717/1720 in Braunschweig; † 18. März 1764 oder 1763 ebenda) war ein deutscher Kirchenlieddichter.
Jelpke studierte ab 1739 Theologie an der Universität Helmstedt. 1747 wurde er Konrektor am Martineum in Braunschweig. 1763 nahm er einen Ruf als ao. Professor für Latein am Collegium Carolinum an. Von ihm stammen einige Schäferspiele, außerdem ein geistliches Morgenlied, das 1779 in das Gesangbuch Braunschweigs aufgenommen wurde.

## Werke
- Es flieh’n die Schatten von der Erde